# Apalačko gorje
Apalačko gorje ili Apalači (engleski: Appalachian Mountains; ime su dobie po Apalachee Indijancima) su planinski masiv koji se proteže duž istočne obale Sjeverne Amerike.
Apalači su stari oko 400 milijuna godina, te su u usporedbi s mladim planinskim lancima Himalaja, Stjenjak (Rocky Mountains) i Alpe najstarije planine na svijetu. Ime su dobile po autohtonom indijanskom plemenu Apalachee. Danas imaju sva obilježja jedne posebne regije, kao jedinstveni kulturni prostor - Apalačija (Appalachia).

## Zemljopisne karakteristike
Apalači gorje se prostire u dužini od 2400 km od sredine Alabame (od rijeke Mississippi) na jugu, sve do kanadskog otoka Newfoundland i Zaljeva Saint Lawrence na sjeveru - Long Range Mountains. Lanac je podjeljen velikim riječnim dolinama i visoravnima u manje planinske masive. Apalači su nisko gorje blagih padina i zaobljenih vrhova, prosječne visine 900 metara. Najviši vrh Apalačija je Mount Mitchell u Sjevernoj Karolini od 2037 metara, to je ujedno i najviši vrh u Americi istočno od rijeke Mississippi.

Masiv Apalači dijeli se u tri grupe; 
- Sjeverni Apalači, od kanadske provincije Newfoundland i Labrador do rijeke Hudson, koji se prostire preko kanadskih provincija Nova Škotska, Novi Brunswick i Quebec, kroz amaričke države Maine, New Hampshire, Vermont  (Green Mountains), Massachusetts, Connecticut i New York.
- Srednji Apalači od rijeke Hudson do rijeke New River koji se prostire kroz države New Jersey, Pennsylvania, Maryland, Ohio, Virginia i Zapadna Virginia.
- Južni Apalači od rijeke New River preko istočnih dijelova država; Kentucky, Tennessee; sjevernih dijelova država, Sjeverna Karolina, Južna Karolina, Georgia do sredine Alabame.

### Najviši vrhovi
- Mount Mitchell, 2037 m (Sjeverna Karolina)
- Clingman’s Dome, 2025 m (Sjeverna Karolina, Tennessee)
- Mount Washington, 1917 m (New Hampshire)
- Mount Rogers, 1746 m (Virginia)
- Mount Marcy, 1629 m (New York)
- Mount Katahdin, 1606 m, (Maine)
- Spruce Knob, 1482 m (Zapadna Virginia)
- Mont-Jacques-Cartier, 1268 m, (Quebec, Kanada)

## Apalači u povijesti
Apalačke planine bile su prva granica do koje su se prvi engleski doseljenici naseljavali, one su im predstavljale realnu prepreku na putu prema zapadu i tijekom cijelog 17. stoljeća i velikim dijelom 18. stoljeća predstavljale su granicu iza koje se prostirao Divlji zapad.

## Vanjske poveznice
- Appalachian/Blue Ridge Forests images at bioimages.vanderbilt.edu (engl.)